# Мочегаевский сельсовет
Мочегаевский сельсовет — сельское поселение в Асекеевском районе Оренбургской области Российской Федерации.
Административный центр — село Мочегай.

## История
9 марта 2005 года в соответствии с законом Оренбургской области № 1893/321-III-ОЗ образовано сельское поселение Мочегаевский сельсовет, установлены границы муниципального образования.

## Население
| 2010 | 2012 | 2013 | 2014 | 2015 | 2016 | 2017 |
| ---- | ---- | ---- | ---- | ---- | ---- | ---- |
| 562  | ↘520 | ↘487 | ↘446 | ↘411 | ↘386 | ↘356 |
| 2018 | 2019 | 2020 | 2021 |      |      |      |
| ↘334 | ↘328 | ↘313 | ↘300 |      |      |      |

## Состав сельского поселения
| № | Населённый пункт | Тип населённого пункта       | Население |
| - | ---------------- | ---------------------------- | --------- |
| 1 | Каменные Ключи   | село                         | 115       |
| 2 | Мочегай          | село, административный центр | 246       |
| 3 | Самаркино        | село                         | 201       |